# Ruban de Saint-Georges

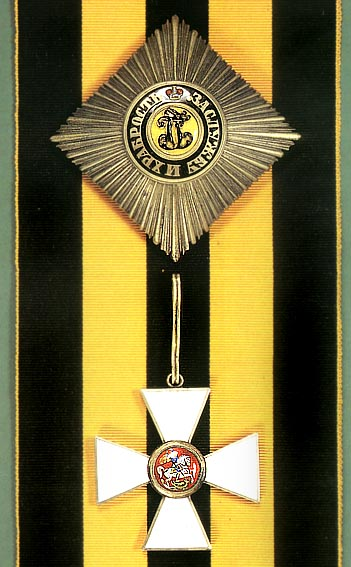
Ordre impérial et militaire de Saint-Georges de 1re classe avec étoile et écharpe.

Le ruban de Saint-Georges (russe : Георгиевская лента, Gueorguiïevskaïa lenta) est un des symboles les plus connus et les plus utilisés en Russie pour honorer la valeur militaire.

## Description
Le ruban est formé de trois bandes noires auxquelles s'ajoutent deux bandes et un fin liseré jaunes (jusqu’en 1913) ou orange (après 1913).

## Historique
Le ruban reprend les couleurs de l'ordre impérial et militaire de Saint-Georges (initialement noir et jaune, puis noir et orange après 1913). On retrouve les couleurs sur les dragonnes des épées de Saint-Georges et sur les étendards d’unités militaires décorées.
Pendant la guerre civile russe, plusieurs décorations des armées blanches reprennent le ruban de l’ordre de Saint-Georges et on retrouve ledit ruban dans l'ordre de la Gloire soviétique.

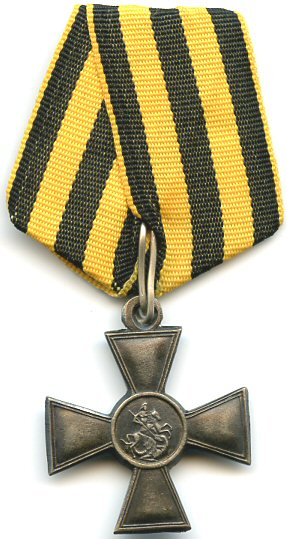
Croix de Saint-Georges de 3e classe.
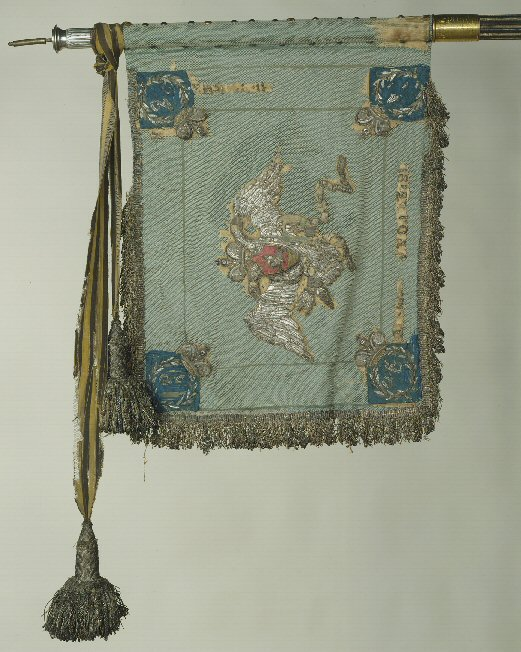
Étendard de Saint-Georges du régiment des cuirassiers de la garde avec rubans, 1817.
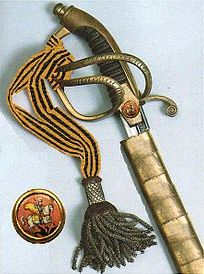
Épée honorifique avec dragonne et médaillon de Saint-Georges.
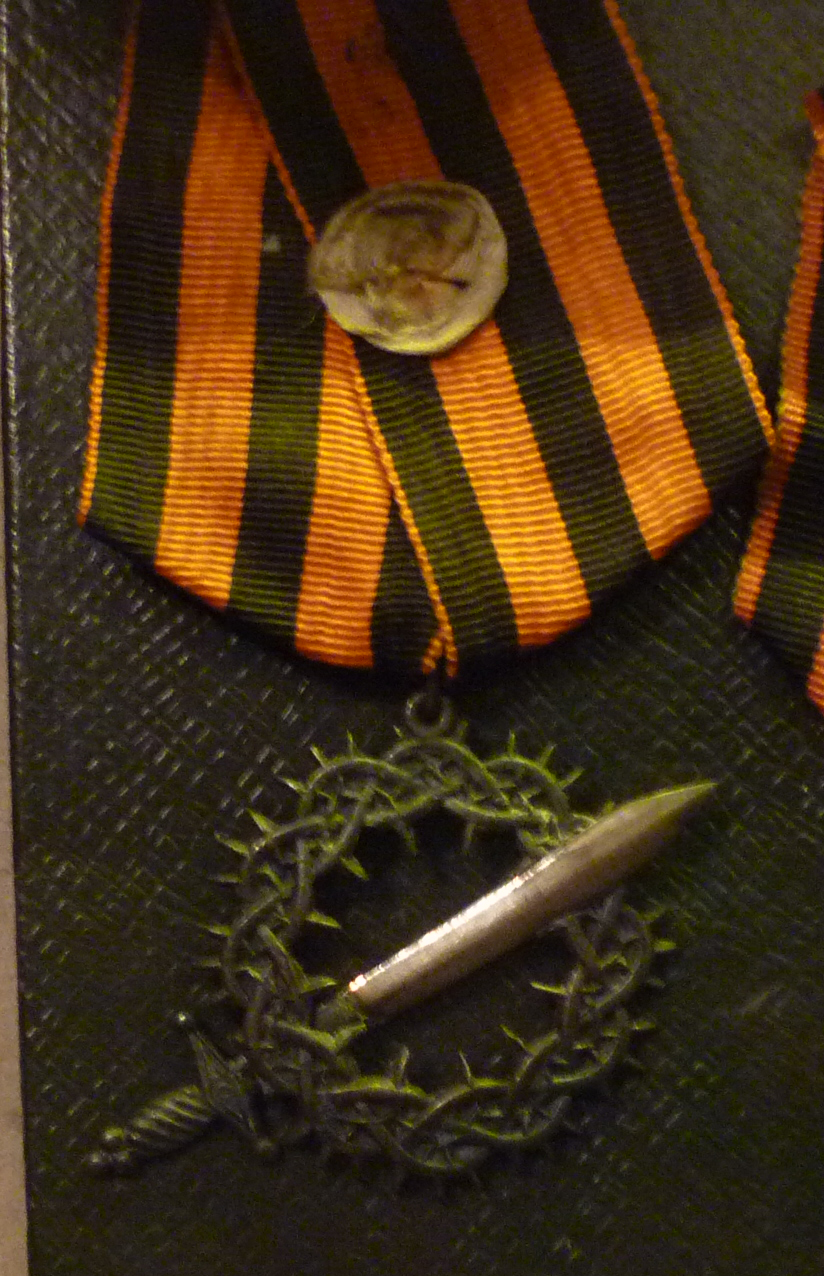
Médaille de la première campagne du Kouban, 1918.
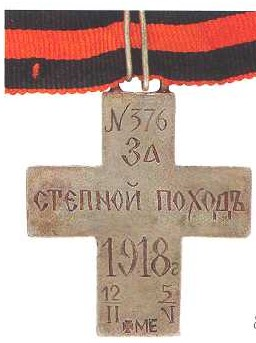
Croix de la campagne de la steppe, 1918.
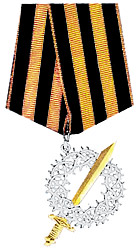
Médaille de la grande marche de glace de Sibérie, 1920.
Médaille du détachement spécial mandchou.
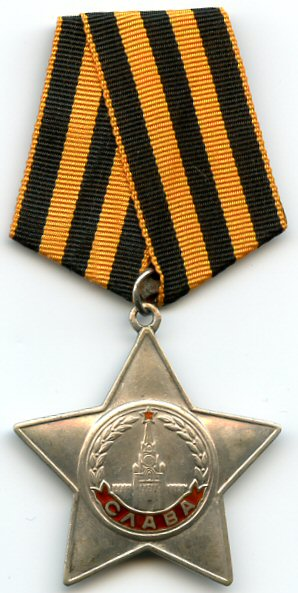
Ordre de la Gloire, 3e classe; 1943.
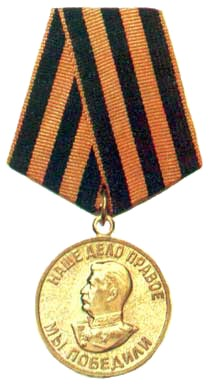
Avers de la médaille soviétique « Pour la Victoire sur l'Allemagne dans la Grande Guerre patriotique 1941-45 »
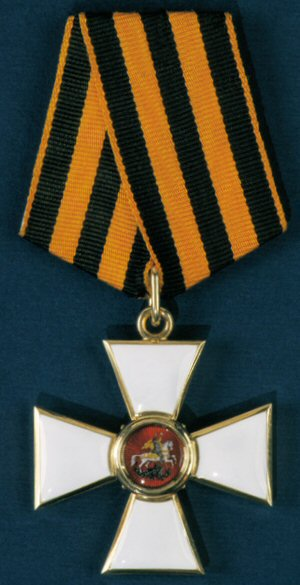
Ordre de Saint-Georges (fédération de Russie), 4e classe.

## Usage actuel

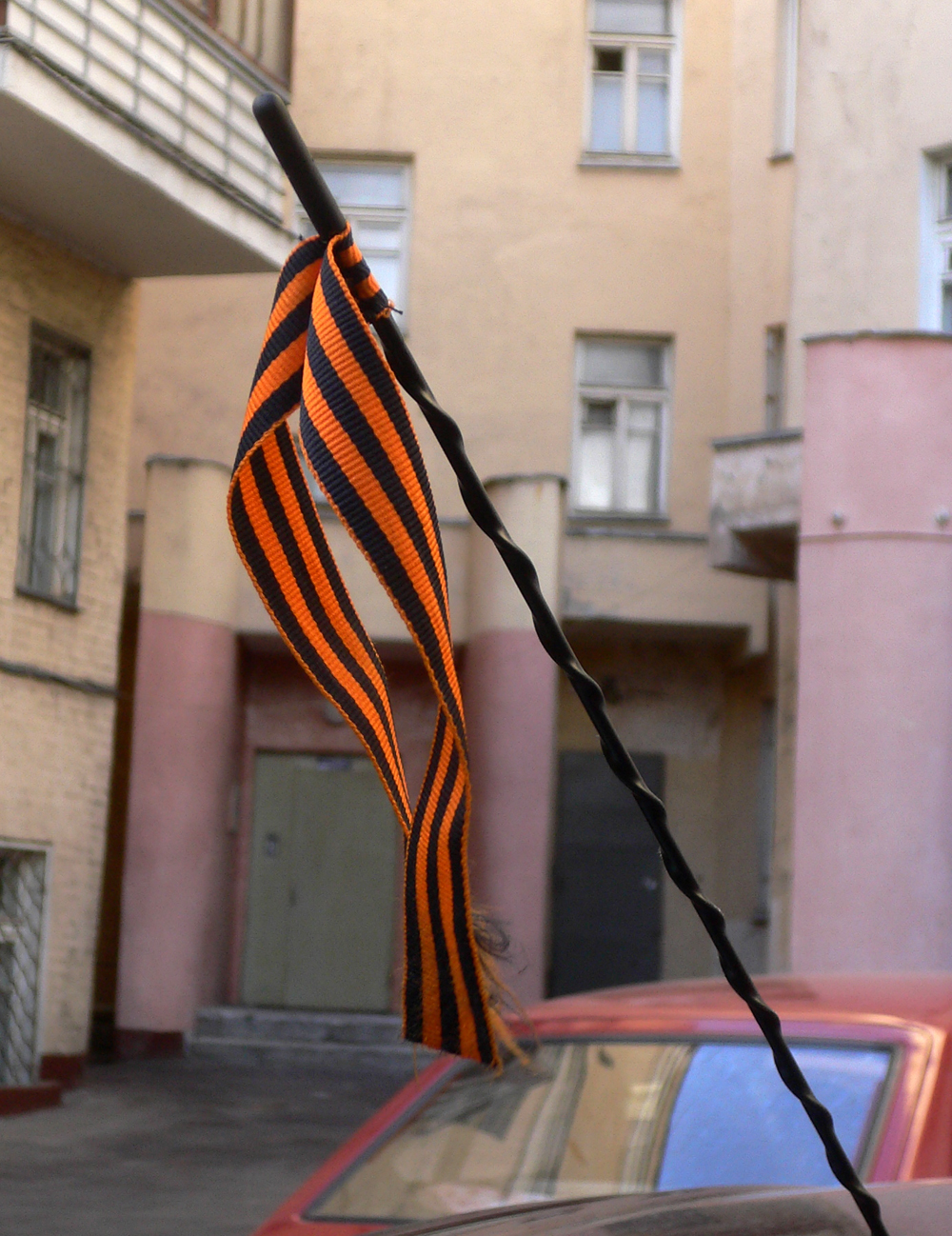
Ruban de Saint-Georges à Moscou, 2008.

Chaque année depuis 2005 la veille du 9 mai, Jour de la Victoire, des milliers de rubans (appelés par la forme diminutive георгиевская ленточка, gueorguiïevskaïa lentotchka) sont distribués gratuitement dans les rues de Moscou. Ils renvoient à la médaille soviétique « Pour la Victoire sur l'Allemagne dans la Grande Guerre patriotique 1941-45 » et sont devenus un symbole du patriotisme arboré ostensiblement.
En Ukraine et dans les pays baltes (Estonie, Lituanie et Lettonie), le ruban est devenu un insigne souvent associé au nationalisme russe et au sentiment séparatiste,. En conséquence, la Rada ukrainienne vote le 16 mai 2017 l’interdiction du port du ruban de Saint-Georges.
Dans le contexte de l'invasion de l'Ukraine par la Russie de 2022, le gouvernement russe utilise un logotype reprenant les couleurs du ruban de Saint-Georges.